# 肖恩·達菲
肖恩·派翠克·達菲（英語：Sean Patrick Duffy；1971年10月3日—）是美国的一位共和黨政治人物和檢察官，現任美國運輸部部長。他曾是一位體育評述員和真人秀節目出演者，2011年至2019年他是威斯康辛州第七國會選區的聯邦眾議員。

## 早年生活
達菲於1971年10月3日出生於威斯康辛州海沃德，是卡羅爾·安（Carol Ann，娘家姓雅克爾）和托馬斯·沃爾特·達菲（Thomas Walter Duffy）11個孩子中的第10個。他擁有明尼蘇達聖瑪麗大學市場營銷學位和威廉米切爾法學院法學博士學位。
達菲5歲時開始滾木，13歲開始速度攀登。他擁有兩項速度攀登冠軍頭銜。

## 電視生涯
1997年，達菲出現在音樂電視網電視真人秀第六季《真實世界：波士頓》中，並於1998年出現在《道路規則：全明星》中，在那裡他遇到了他未來的妻子雷切爾·坎波斯。達菲後來出現在2002年播出的《真實世界/道路規則挑戰：季節之戰》中，兩人都出現在2008年真實世界頒獎盛典的拍攝片段中，而當時達菲則任職地區檢察官。
達菲曾擔任ESPN電視比賽的色彩評論員，並於2003年在ESPN的《精彩戶外遊戲》中以參賽者和評論員的身份出現。他被任命為2004年冬季奧運會獾州運動會榮譽運動員。
2022年12月，達菲和達根·麥克道爾被任命為福斯財經網《底線》的聯合主持人，該節目於2023年1月23日首播。

## 政治生涯
達菲作為共和黨人於2002年被威斯康辛州州長斯科特·麥卡勒姆任命為阿什蘭縣地方檢察官，接替邁克爾·蓋博曼。他於2002年、2004年、2006年和2008年均再次當選。達菲是2008年總統選舉威斯康辛州10名選舉人中的共和黨候選人之一。

### 聯邦眾議員

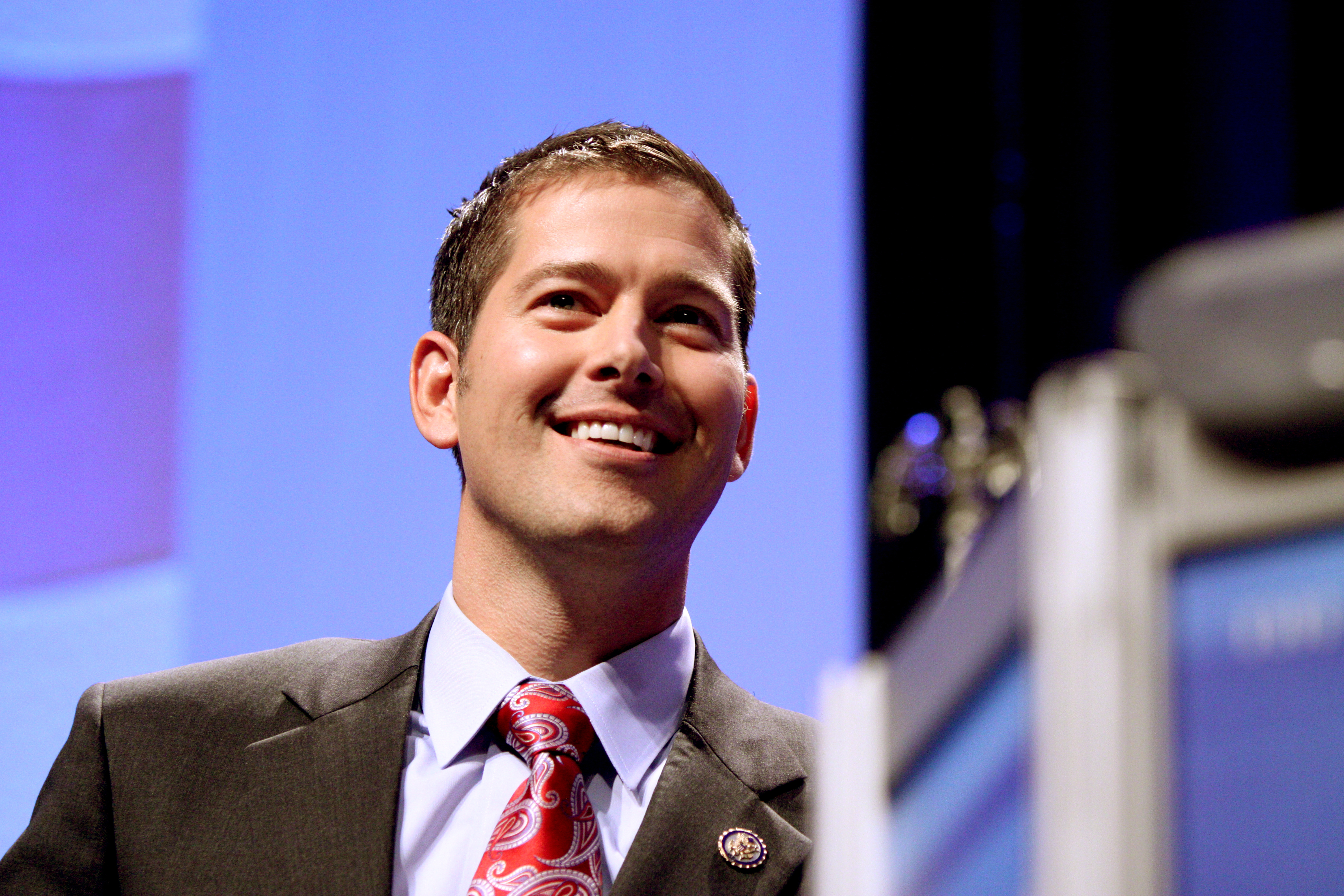
2011年的達菲

2010年6月4日，達菲宣布辭去阿什蘭縣地方檢察官職務，專注於众议院競選。三週後辭職生效，達菲回到父親的律師事務所工作。2010年11月2日，他在全國共和黨當選众议院議員的浪潮中獲勝。他在2012年美國眾議院選舉和2014年中期選舉均連任。
2011年，達菲投票廢除《戴維斯-培根法案》中對聯邦計劃現行工資要求。2011年3月，達菲參加了在他所在地區舉行的波爾克縣共和黨公共市政廳式會議。在影片中，在一項將有效凍結國家僱員工資的州法案通過後，達菲被問及是否願意削減自己174,000美元的工資。達菲回應說，他只願意作為政府僱員全面減薪的一部分這樣做，並堅稱自己正在為生活而“掙扎”，儘管他的工資幾乎是威斯康辛州居民平均工資的三倍。2011年12月22日，達菲和眾議院共和黨新人里克·克勞福德（阿肯色州）發表了一封致美國眾議院議長約翰·博納的公開信，敦促議長允許眾議院就參議院為期兩個月的減稅延期妥協方案進行投票。
2013年，達菲和民主黨眾議院議員麥克·米喬德（緬因州）提出了一項決議，呼籲政府採取行動，確保向人們同時提供紙面資訊和電子資訊.。
達菲支持當勞·特朗普總統於2017年頒布的第13769号行政命令，該命令暫時禁止七個穆斯林占多數的國家的公民進入美國。他表示，“川普總統正在履行競選承諾，重新評估我們的簽證審查程序，以便美國人民免受恐怖主義侵害。”
2018年7月，達菲表示歐洲、中國、加拿大和墨西哥對美國徵收報復性關稅，以回應川普政府實施的關稅，在某種程度上犯下了「經濟恐怖主義」。2019年，達菲辭去眾議院議員職位去照顧剛剛出生患有先天性心臟病的女兒，其议员職位由汤姆·蒂凡尼接替。

## 美国運輸部長

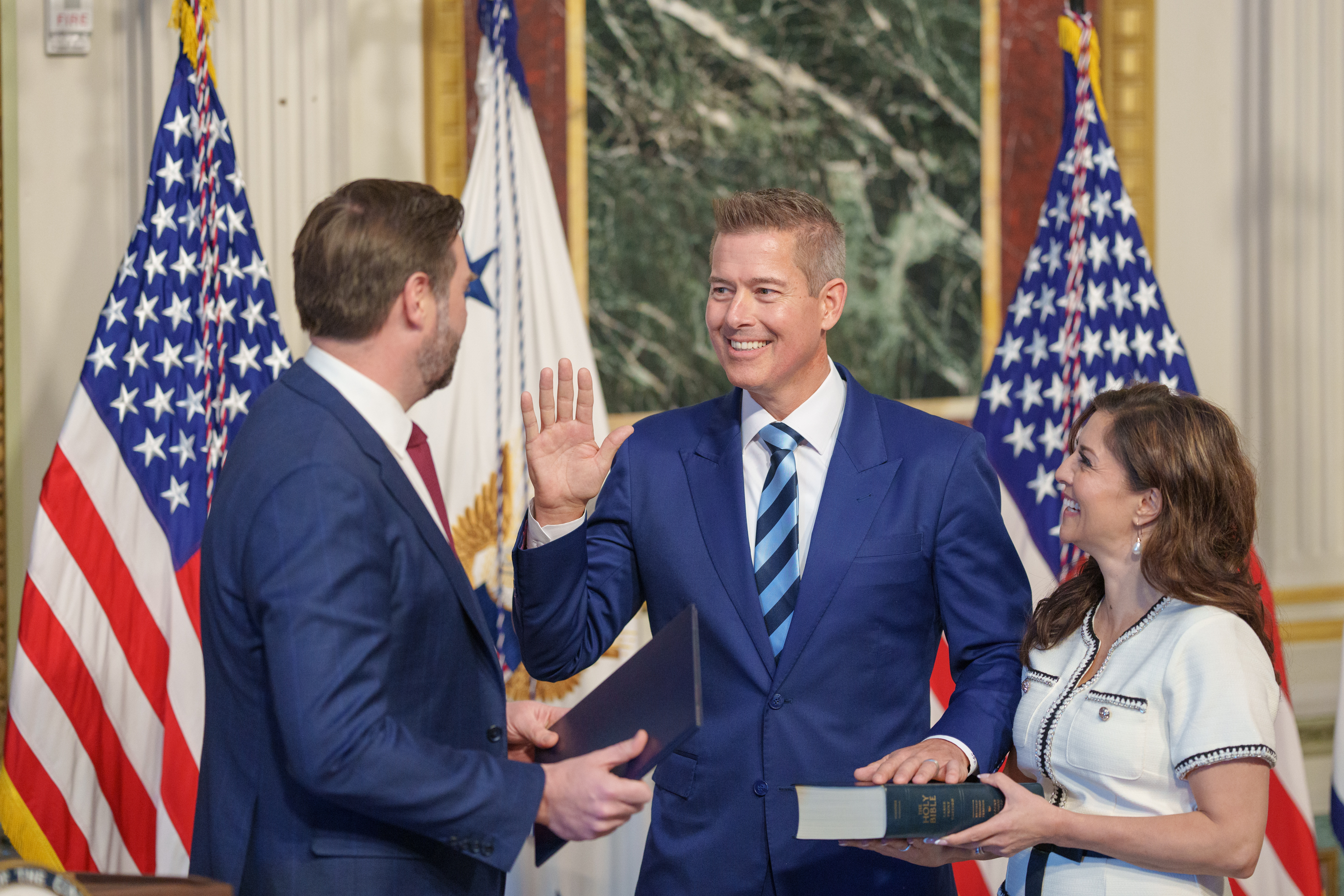
達菲在妻子及萬斯監誓下正式就任運輸部長

2024年11月18日，美国当选总统當勞·特朗普提名達菲在第二次特朗普內閣中担任美國運輸部部長。2025年1月28日，參議院以77–22票數確認達菲擔任運輸部長，並且在1月29日副總統兼參議院議長J·D·萬斯監誓下正式就任。

### 任期

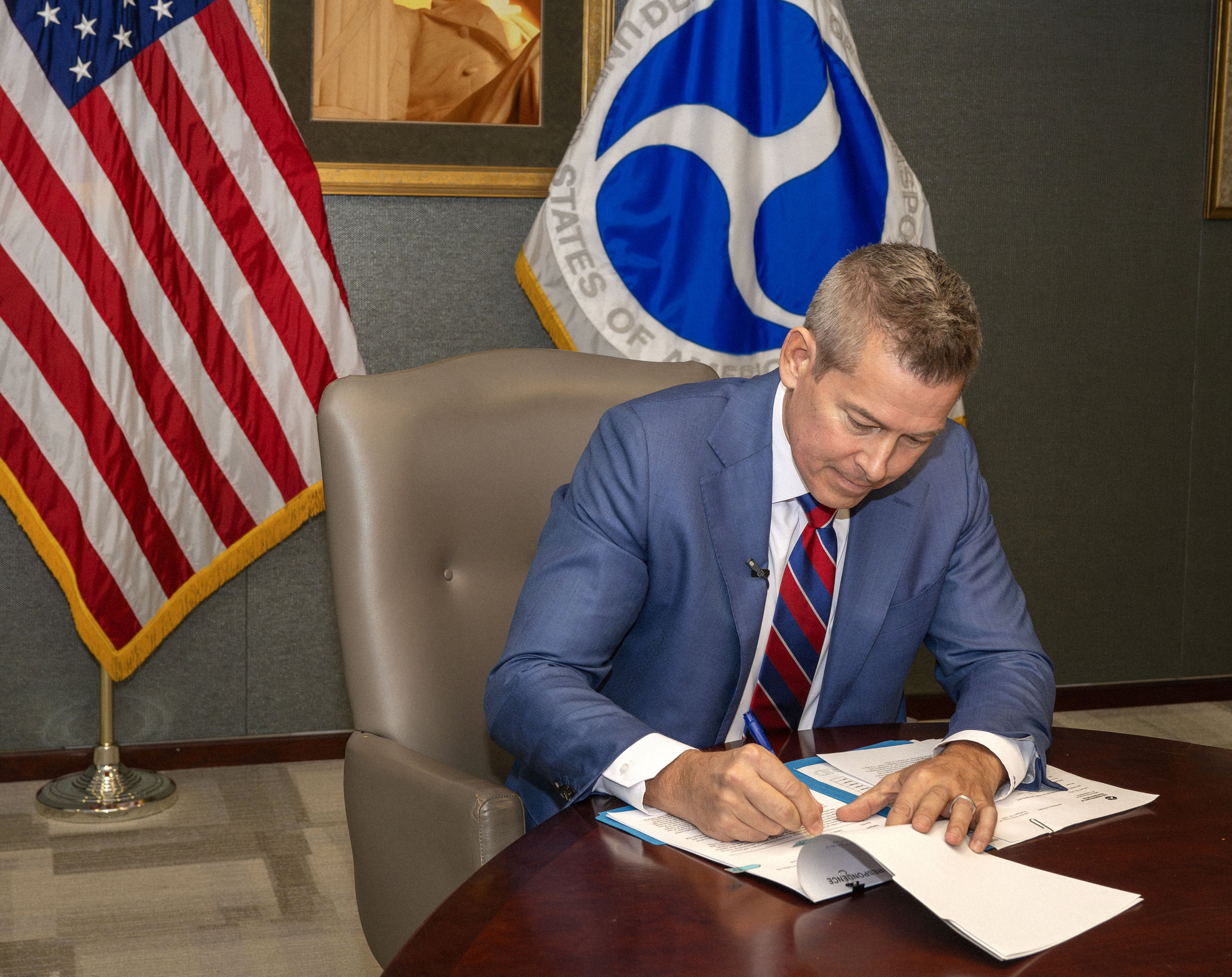
達菲簽署備忘錄

1月29日，達菲上任後的第一項舉措就是簽署了一份備忘錄，指示他的部門立即撤銷並替換所有現有的企業平均燃油經濟性標準，並取消對電動車的強制要求。在另一份備忘錄中，達菲下令，運輸部支持的項目和活動“應優先考慮那些在切實可行、相關、適當且符合法律的範圍內，減輕交通部項目、政策和活動對家庭及家庭特定困難的獨特影響（例如，有幼兒家庭的交通便利性）的項目和目標，並優先考慮結婚率和出生率高於全國平均水平的社區。”

## 個人生活
達菲的妻子雷切爾·坎波斯-達菲是電視真人秀《真實世界》的演員，也是福克斯新聞的名人，他們是在共同出演《道路規則：全明星》時認識的 。
截至2019年8月，達菲和他的妻子育有八個孩子，並於同年10月迎來了他們的第九個孩子。2019年8月26日，達菲宣布由於他和妻子得知他們的第九個孩子將出現包括心臟病在內的健康併發症，因此他將從國會辭職，自9月23日起生效。他們的女兒瓦倫蒂娜（Valentina）於10月1日出生，並被診斷出患有唐氏綜合症。